# Rugby à XIII en Éthiopie
Le rugby à XIII est un sport introduit en Éthiopie en 2012. 
Au regard de l'histoire du rugby à XIII, dont on considère 1895 comme l'année de naissance, il s'agit donc d'un sport introduit tardivement dans ce pays.  L’Éthiopie est donc considéré comme une  « nation émergente » (emerging nation en anglais) par les instances internationales de ce sport. Celles-ci accordent au pays le statut d'observateur en 2014.
Le développement du rugby à XIII s'inscrit donc dans une politique de développement du rugby à XIII en Afrique, une politique spécifique épaulée par des initiatives privées.   
Celle-ci est pour le moment cantonnée à la région de Tigré, région à partir de laquelle la fédération éthiopienne souhaite rayonner.   
L’Éthiopie n'a pas encore disputé véritablement de match international mais elle propose parfois des joueurs à des clubs ou des sélections régionales, comme celle d'Africa United, qui dispute le championnat des nations émergentes en 2018.

## Un rugby encore au stade du développement
Le rugby à XIII nait véritablement en 2012, dans la région de Tigré. Plus précisément à partir d'une établissement scolaire, celui de la Nicholas Robinson School à Mekele. On y enseigne cette forme de rugby à plus de 1 300 enfants de sept à dix-sept ans. Il s'agit en fait véritablement de créer les fondations d'une génération de treizistes éthiopiens. La stratégie de la jeune fédération étant ensuite de s'étendre aux universités et écoles du nord du pays.
Une stratégie qui semble fructueuse en termes de reconnaissance internationale; l’Éthiopie devient ainsi la sixième nation africaine à être reconnue par la fédération internationale de rugby à XIII.
Mais surtout qui permet au rugby à XIII d'être toujours présent dans le pays en 2019,  où il est pratiqué sous forme de formation pour les entraineurs et de matchs de rugby éducatif

| \| Mekele } \| Foyer de développement du rugby à XIII |
| Mekele }                                              |

## Premiers matchs organisés
Si équipe nationale et championnat restent à développer, des matchs au niveau scolaire sont regulièrement pratiqués dans le pays.
Le tout premier oppose fin 2014 l'équipe de l’école de SOS à celle de la Nicholas Robinson School. La première battant largement la seconde. Il faut cependant noter que ce premier match est entièrement arbitré par des éthiopiens et que chaque équipe est entrainée par un coach qui a reçu une formation sanctionnée  par le  RLEF Level 1 Coaching Course, une qualification délivrée par la fédération internationale. 